# Valle Nonai
La Val Nonai o Valle Nonai è una vallata laterale della Val Sermenza. Si sviluppa per 4 km dai 1113 m di San Giuseppe ai 2964 m del Monte Tagliaferro.

## Geografia
È una valle dai versanti scoscesi quella in cui scorre il Nonai, le vette sono tutte difficili da raggiungere. Anche se la vetta principale è il Tagliaferro, il torrente Nonai nasce nei pressi del Colle Finestrolo di Pian delle Rose, sotto la più modesta Cima delle Croci, a quota 2200 m circa. Scende ripidamente per 1 km circa fino a una piana erbosa, dove incontra il suo affluente principale, il Rio Vallarolo. Il suo corso diviene più lento e si incanala in una gola rocciosa, da cui emerge a San Giuseppe, dove si getta nel Sermenza, contribuendo non poco alla sua portata. 

### Vette
- Monte Tagliaferro, 2964 m. È la cima più importante della Val Nonai ma anche di tutta la Val Sermenza, il versante in questa vallata è però il più dolce, quello su cui si sviluppa la Via normale.
- Dosso Grinner, 2762 m. Spalla del Monte Tagliaferro molto scoscesa, molto ben visibile salendo alla Bocchetta di Moanda.
- Cima Carnera, 2741 m. (2673 l'anticima) vetta molto complessa con molti crestoni ed elevazioni minori, domina la testata della valle.
- La Mezzana, 2611 m. Si trova a fianco della Cima Carnera, rappresenta la continuazione della sua cresta.
- Cima delle Croci, 2501 m. La più meridionale delle Cime in valle, molto ripida e inaccessibile dal versante che dà sulla val Nonai.
- Moncucco, 2414 m. si distacca dal Monte Tagliaferro e crea una dorsale dalla forma molto seghettata, è l'unica vetta della cresta principale nord della valle.
- Cima Tirette o Del Laghetto, 2385 m. L'ultima vetta della dorsale sud della valle, da qui il pendio precipita ripidamente fino a San Giuseppe.
- Cima dei Caretti, 2368 m. Vetta poco prominente e importante.

### Valichi alpini
Esistono quattro valichi principali in valle, il più importante è la Bocchetta di Moanda, 2422 m, che permette di raggiungere Alagna. Gli altri tre sono il Passo del Vallarolo, 2332 m, che conduce a Rima, il Passo del Gatto, 2730 m e il Colle Finestrolo di Pian delle Rose, 2301 m. 

### Frazioni e alpeggi
In passato la valle era ricca di alpeggi, ora quasi tutti abbandonati, gli unici luoghi ancora parzialmente abitati sono la frazione Buzzo di San Giuseppe, 1165 m; le Alpi Nonai, Prato della Moanda, Piano delle Rose e Pianelle.

## Escursionismo e alpinismo
Esiste un unico sentiero che percorre tutta la valle fino alla Bocchetta di Moanda.
Ci sono diverse vie alpinistiche sul Monte Tagliaferro e sulla Cima Carnera.